# HP Jornada

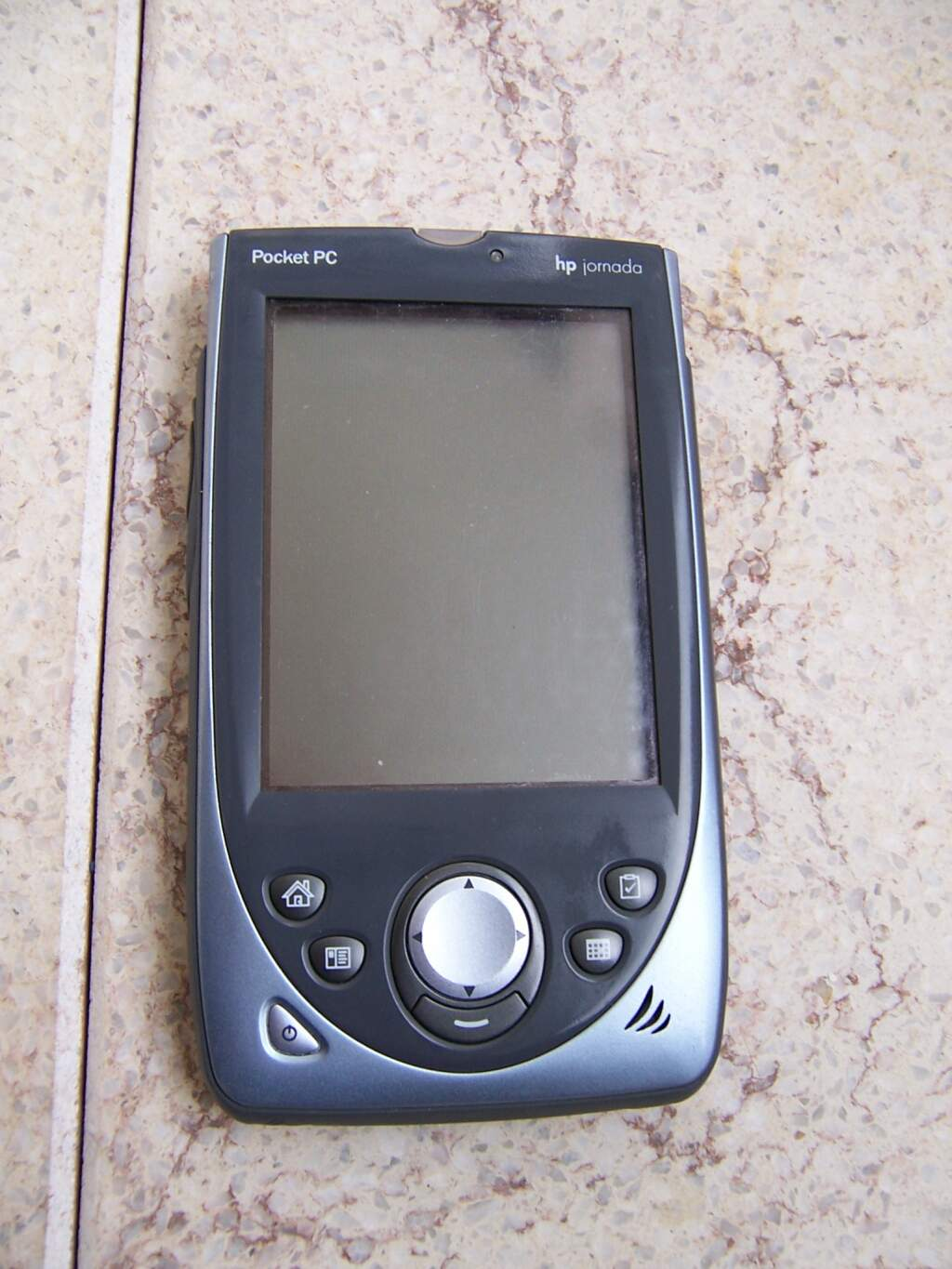
O HP Jornada série 560.

O Handheld Jornada foi uma linha de assistentes digitais pessoais ou PDAs fabricados pela HP (Hewlett-Packard). O Jornada foi produto de uma vasta linha que incluiu Palm-Size PCs, Handheld PC e Pocket PC. O primeiro foi o modelo 820, lançado em 1998, e o último foi o modelo 928, em 2002, quando fundiram-se as empresas HP e Compaq. Com a fusão o Jornada foi então substituída pelo modelo mais popular "iPAQ PDAs". Todos os modelos Jornada utilizavam sistemas operativos Microsoft que foram baseados em Windows CE.

## Tipos

### Jornada 680
O Jornada 680 foi o lançado em 1998. Foi um HVGA Handheld PC executando o Windows CE 2.11 baseada no Handheld PC Professional 3.0. O dispositivo tinha um processador 133 MHz Hitachi SH3 com dezesseis MB de RAM e com capacidade integrada de 16 MB ROM. A RAM / ROM pode ser atualizado para 32 MB / HPC 3.01  através de um "Kit Upgrade". A tela HVGA original era operada em 256 cores, mas era possível a sua atualização com um driver de 64K fornecido pela própria HP. O Jornada também acompanhava slot de cartão Compact Flash para aumentar a capacidade de memória ROM, e contava também com slot de cartões PCMCIA que poderiam ser usados para modems, placas de rede (incluindo wifi), adaptadores VGA (webcam) e muitos mais!

### Jornada 680e
O Jornada 680e era idêntico ao Jornada 680, exceto que ele deixou de ter integrado o modem de 56 kbit/s.

### Jornada 690
O Jornada 690 foi lançado em 1999. Foi um HVGA Handheld PC executando o Windows CE 2.11 baseada no Handheld PC Professional 3.01. O dispositivo tinha um processador 133 MHz Hitachi SH3 com 32 MB de RAM e uma integrada 16 MB ROM, que poderia ser atualizada por um cartão Compact Flash. A tela HVGA atualizada, já operava em 64K cores.

### Jornada 690e
O Jornada 690e era idêntico ao Jornada 690 exceto que ele deixou de ter integrado o modem de 56 kbit/s.

### Jornada 720

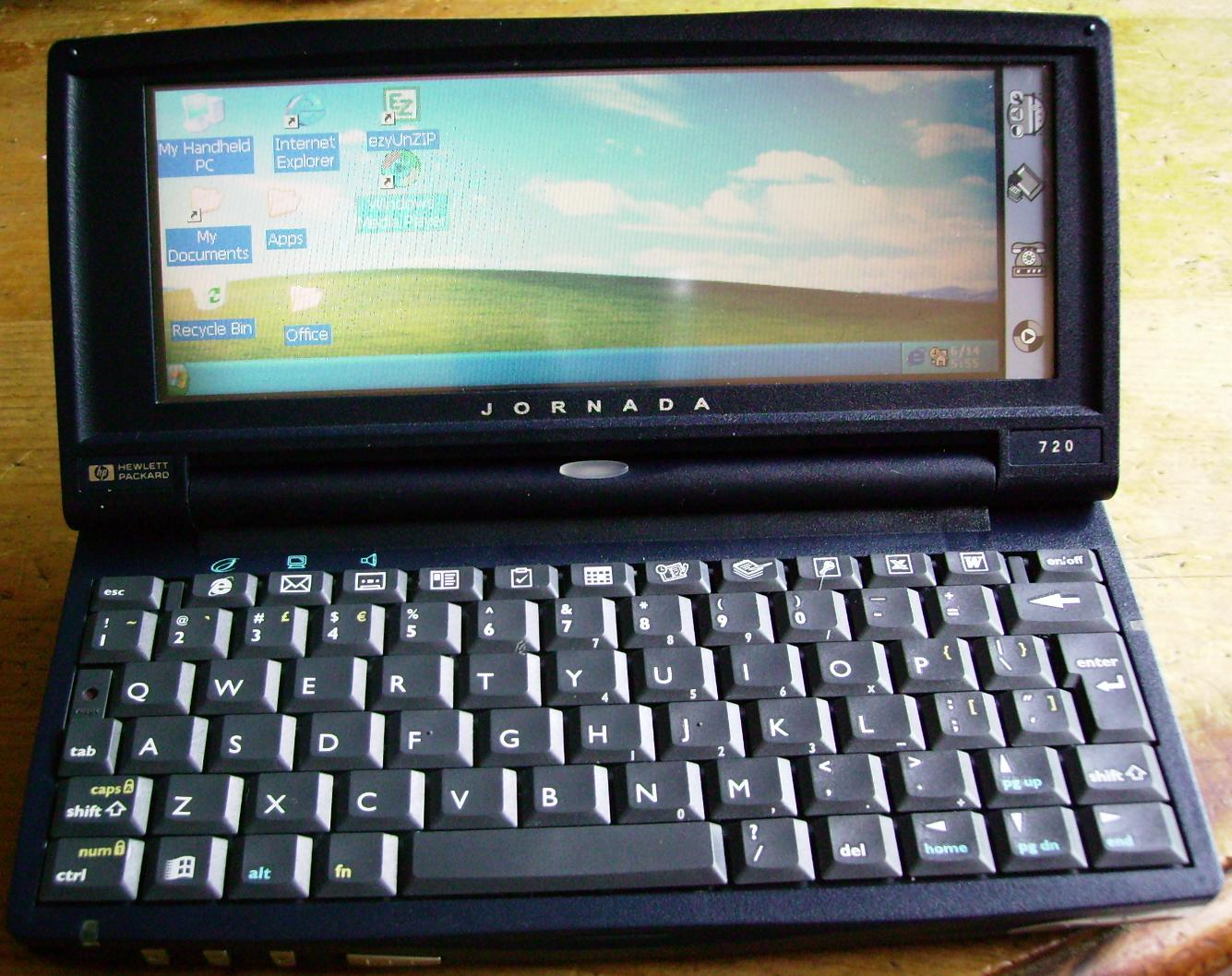
HP Jornada série 720.

O Jornada 720 foi lançado em 2000. Lançado com Windows CE 3.0 baseado no HPC2000, 32 MB de memória RAM, um slot Compact Flash, um PCMCIA, um slot de cartão smart card, 56K Modem, display de 640x240 de 16-bits, e processador atualizado StrongArm 206 MHz. O Jornada 728, lançado mais tarde pela HP, era idêntico, mas foi lançado com memória de 64 MB.

### Jornada 710
O Jornada 710 foi lançado em 2001 na Europa/Oriente Médio. Ele foi lançado com HPC2000, porém o pacote era diferente dos modelos 720 e 728, fazendo dele uma alternativa, por ter um custo inferior. O 710 não vinha com modem integrado de 56 kbit/s, o CD foi reduzido e sem a "Estação de trabalho" (Docking clader).

### Jornada 728
O Jornada 728 foi ultimo lançamento da série, lançado em 2002. Sua versão mais completa, contava com 64 MB de memória RAM, um slot Compact Flash, um PC card slot, 56K Modem, 640x240 display de 16-bits, processador de 206 MHz CPU StrongArm SA1110. Com Windows CE 3,0 baseado no Handheld PC 2000 e contém um pouco maior do que o SO revisão 710 ou 720, oferecendo ao usuário a funcionalidade nativa PPTP VPN. O Jornada 728 continha um nível ligeiramente superior de bateria, e também seu Design foi diferente das séries anteriores 7xx, lançamentos em que o chassis do aparelho foi estilos utilizando tons de: roxo/cinza/azul monotonal ao longo dos seus lançlamentos.

## Atualizações
As séries do Jornada 6xx e 7xx poderiam ser atualizadas para o Linux (JLime e outros), para oferecer o que há de mais moderno no mercado, como exemplo o Firefox, pois o Explorer do Windows CE era muito limitado, poderia instalar também uma versão mais atualizada do Messenger, e muitos outros softwares que o Linux suporta.
Ou para quem preferia seu Jornada com Windows, poderia fazer um upgrade de seu visual, com temas do Windows XP, Vista, e outros.